# Die Pension Eva
Die Pension Eva (Originaltitel La pensione Eva) ist ein literarisches Werk, ein autobiografischer Roman und ein Bildungsroman von Andrea Camilleri, der im Original in sizilianischer Sprache verfasst wurde und der in Italien im Jahre 2006 von dem Verlag Mondadori veröffentlicht wurde. Er erschien 2008 in der Übersetzung von Moshe Kahn in Deutschland.

## Handlung
Die Pension Eva ist das örtliche Bordell in einer dreistöckigen und soeben restaurierten Villa in Vigàta (bei Camilleri fiktiver Ortsname für Porto Empedocle in Sizilien). Hier erlebt Nenè mit seinen Freunden Ciccion und Jacolino seine Jugend, da es die einzige Umgebung ist, die ihm erlaubt, in Ruhe Bücher zu lesen. Die Handlung spielt in den 1940er Jahren, als in Italien und in Europa der Zweite Weltkrieg tobt und Sizilien von Bombern heimgesucht wird. Nachdem Jacolinos Vater das Bordell übernimmt, bekommen die Jungen immer Montags (am Ruhetag) Gelegenheit, sich dort aufzuhalten und den Geschichten der 'Angestellten' zu lauschen und mit ihnen zu essen. Da die Belegschaft sich alle zwei Wochen ändert, lernen sie so immer neue Lebensgeschichten kennen.

## Kritiken
- Spiegel Online: Prickelnd wie Prosecco ist seine Prosa: Das gilt auch für den Roman „Die Pension Eva“, den der sizilianische Bestsellerautor Andrea Camilleri, 82, vor zwei Jahren in Italien publizierte und der jetzt auf Deutsch erschien. Camilleri schreibt in einem kurzen Nachwort, „glücklicherweise“ könne man „dieses Buch nicht genau einordnen“ in: Lernen im Bordell.

- HR-online: Im Sizilien der vierziger Jahre herrscht Krieg. Was für Nenè auf geheimnisvolle Weise beginnt – die Sexualität, die Hingabe zur Literatur, das Leben selbst –, droht unter den Trümmern zu ersticken. Und doch gibt es eine Kraft, die sich wie ein Hauch über die zerbombte Stadt legt und alles verzaubert. Die Liebe.

- Literaturkritik.de: Das Buch ist zu harmlos, um einen wirklich rühren zu können, zu oberflächlich, um wirklich etwas von der Zeit zu erzählen, wie Camilleri es in seinen vorherigen Büchern schon gemacht hat. Das ist schade, denn eigentlich sprudelt der Autor nur so von Geschichten, erfundenen und wahren – wer kann schon den Unterschied benennen. Aber in „Pension Eva“ fehlt ihm die erzählerische Disziplin, das alles mit der Historie richtig zu verknüpfen.

## Ausgaben
- Die Pension Eva, Kindler Verlag, ISBN 978-3-463-40509-4
- La pensione Eva, Mondadori, Mailand 2006, ISBN 88-04-55434-7
- Die Pension Eva, Hörbuch mit Gerd Wameling, Argon Verlag, ISBN 978-3-86610-492-1